# Arnebia

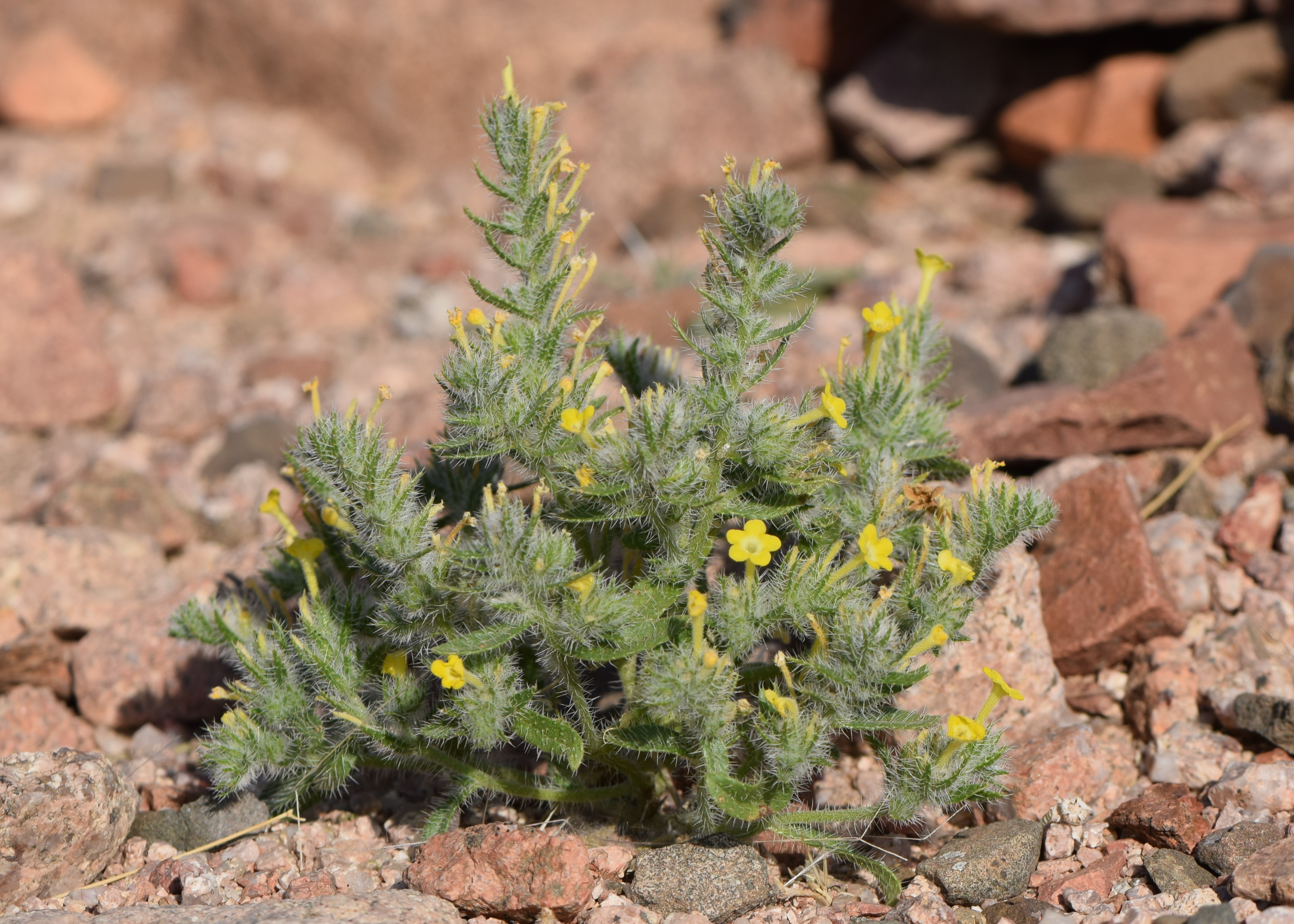
Arnebia hispidissima

Arnebia (Arnebia) – rodzaj roślin należący do rodziny ogórecznikowatych (Boraginaceae). Obejmuje około 25–30 gatunków po wyodrębnieniu części tradycyjnie tu zaliczanych do rodzaju Huynhia, ewentualnie do ok. 40 w szerszym ujęciu. Rośliny te występują w basenie Morza Śródziemnego i poprzez Azję południowo-zachodnią sięgają do Chin. Uprawianym gatunkiem ozdobnym jest Arnebia pulchra, o efektownej żółtej koronie z ciemnymi plamkami. Korzenie przynajmniej części gatunków zawierają czerwony barwnik.

## Morfologia
PokrójByliny i rośliny jednoroczne owłosione szorstko lub miękko, o pędach prosto wzniesionych lub podnoszących się.
LiścieSkrętoległe, pojedyncze.
KwiatyZebrane w wierzchotki. Działki kielicha, których jest 5, zrośnięte są tylko u nasady. Płatki korony z zewnątrz często owłosione, zrośnięte w lejkowatą rurkę bez osklepek, o łatkach na końcu rozpostartych, z reguły krótszych od rurki. Występuje dwupostaciowość kwiatów – z długim słupkiem lekko wystającym poza koronę i z krótkim słupkiem, krótszym od pięciu pręcików, które w obu przypadkach są krótsze od korony. Zalążnia górna, czterokomorowa, z szyjką słupka z dwiema lub czterema rozgałęzieniami zakończonymi pojedynczymi znamionami.
OwoceRozłupnie rozpadające się na cztery, różnie zdobione rozłupki.

## Systematyka
Rodzaj należy do plemienia Lithospermeae w podrodzinie Boraginoideae Arnott w obrębie rodziny ogórecznikowatych Boraginaceae.
Wykaz gatunków
- Arnebia afghanica (Kitam.) Rech.f. & Riedl
- Arnebia benthamii (Wall. ex G.Don) I.M.Johnst.
- Arnebia cana (Tzvelev) Czerep.
- Arnebia coerulea Schipcz
- Arnebia decumbens (Vent.) Coss. & Kralik
- Arnebia densiflora (Nordm.) Ledeb.
- Arnebia euchroma (Royle) I.M.Johnst.
- Arnebia fimbriata Maxim.
- Arnebia fimbriopetala Stocks
- Arnebia guttata Bunge
- Arnebia hancockiana (Oliv.) I.M.Johnst.
- Arnebia hispidissima (Lehm.) A.DC.
- Arnebia inconspicua Hemsl.
- Arnebia johnstonii Riedl
- Arnebia latibracteata Riedl
- Arnebia leptosiphonoides Vatke
- Arnebia lindbergiana (Rech.f.) I.M.Johnst.
- Arnebia linearifolia A.DC.
- Arnebia minima Wettst. ex Stapf
- Arnebia nepalensis (Kitam.) H.Hara
- Arnebia nobilis Rech.f.
- Arnebia obovata Bunge
- Arnebia paucisetosa A.D.Li
- Arnebia pulchra (Willd. ex Roem. & Schult.) Edm.
- Arnebia purpurascens (A.Rich.) Baker
- Arnebia purpurea Erik & Smbl
- Arnebia rechingeri Riedl
- Arnebia sewerzowii Regel
- Arnebia simulatrix Riedl
- Arnebia speciosa Aitch. & Hemsl.
- Arnebia stenocalyx Riedl
- Arnebia szechenyi Kanitz
- Arnebia tinctoria Forssk.
- Arnebia transcaspica Popov
- Arnebia tschimaganica (B.Fedtsch.) G.L.Zhu
- Arnebia tubata (Bertol.) Sam.
- Arnebia ugamensis (Popov) Riedl
- Arnebia violascens Riedl
- Arnebia waziristanica Riedl